# مسابقه روز
مسابقه روز، یک برنامه تلویزیونی فوتبالی در کشور بریتانیا است که به تحلیل و بررسی مسابقات لیگ برتر فوتبال انگلستان می‌پردازد. روز مسابقه برنامهٔ اصلی فوتبالی بی‌بی‌سی است. مجری این برنامه گری لینکر است. این برنامه عصر شنبه‌ها در بی‌بی‌سی وان روی آنتن می‌رود. این برنامه یکی از مهم‌ترین و پربیننده‌ترین برنامه‌های فوتبالی تلویزیون در جهان است، به طوری که بیشتر برنامه‌های فوتبالی در جهان از این برنامه الگو می‌گیرند. این برنامه در منچستر ضبط می‌شود. تاکنون ۵۱ فصل از این برنامه روی آنتن رفته‌است. تولیدکننده این برنامه بی‌بی‌سی اسپورت است.
در سال ۲۰۱۵، رکوردهای جهانی گینس مسابقه روز «را به عنوان طولانی‌ترین برنامه تلویزیونی فوتبال در جهان به رسمیت شناخت.» این یکی از طولانی‌ترین نمایش‌های بی‌بی‌سی است که از ۲۲ اوت ۱۹۶۴ در حال پخش است.